# Józef Wielopolski (zm. 1784)
Józef Wielopolski herbu Starykoń (zm. 19 września 1784 roku) – rotmistrz znaku pancernego w 1774 roku.
Syn Karola i Elżbiety Mniszchówny. 
W załączniku do depeszy z 2 października 1767 roku do prezydenta Kolegium Spraw Zagranicznych Imperium Rosyjskiego Nikity Panina, poseł rosyjski Nikołaj Repnin określił go jako posła właściwego dla realizacji rosyjskich planów na sejmie 1767 roku, za którego odpowiada król. Poseł na sejm 1767 roku z województwa krakowskiego.
Odznaczony Orderem Świętego Stanisława w 1765 roku.
Zmarł bezżennie, pochowany w kościele reformatów w Krakowie.